# 上部工作
上部工作（じょうぶこうさく）とは、日本の右翼の組織戦術の一つ。

## 概要
政府や保守系既成政党に入り込み、組織内での浸透を図ることで自らの主義主張を反映させていこうとする戦術である。日本の新左翼が用いる加入戦術と似ているが、組織の乗っ取りを最終目標としないところが大きく異なる。